# Caso do colar de diamantes

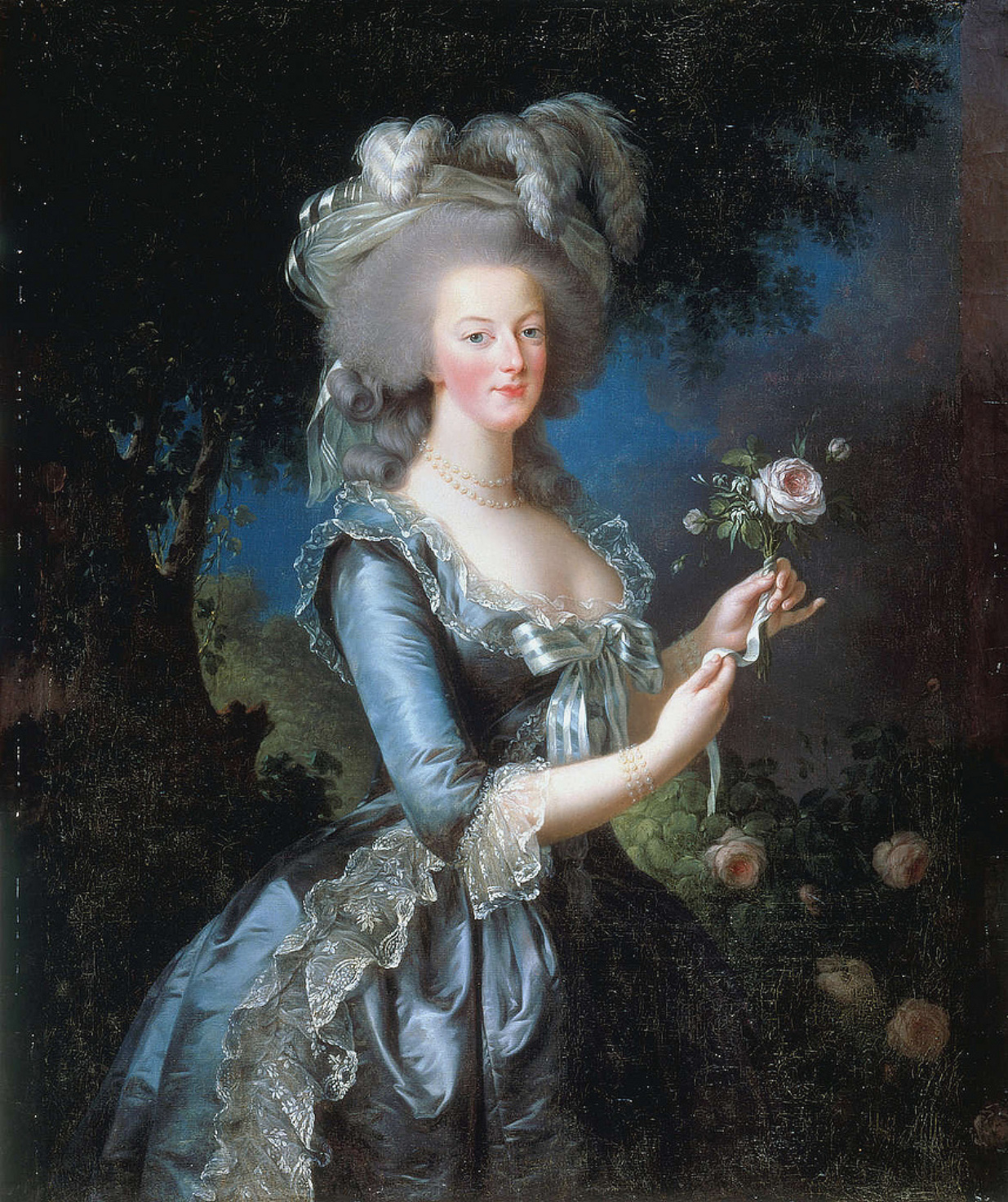
Maria Antonieta (1783)

O Caso do colar de diamantes, ou Caso do colar da rainha, foi um sórdido incidente ocorrido por volta de 1785 na corte de Luís XVI de França, envolvendo involuntariamente a rainha Maria Antonieta e danificando muito a sua reputação às vésperas da Revolução Francesa.

## A intriga

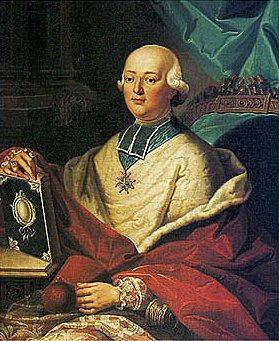
Louis de Rohan

O que se conhece da intriga baseia-se sobretudo no que Rohan alegou na instrução do processo. O cardeal de Rohan  teria se apaixonado por Maria Antonieta, mulher de Luís XVI de França. A condessa Jeanne de Valois de la Motte e Cagliostro teriam convencido o cardeal de que teriam meios de fazê-lo cair nas boas graças da rainha. Maria Antonieta desprezava Rohan desde que sua mãe, a imperatriz Maria Teresa de Áustria, dera em Versalhes a notícia da vida dissoluta e dos gastos que o cardeal fazia em Viena. Rohan fora demitido de embaixador por intervenção da rainha, mas o cardeal acreditava que sua paixão seria correspondida. Rétaux de Villette, amante da condessa, forjou cartas assinadas pela rainha e endereçadas ao cardeal. Combinaram uma entrevista noturna, num bosque, com uma prostituta, Nicole d'Oliva, que muito se assemelhava fisicamente com a rainha. O cardeal julgou ser a rainha e lhe emprestou 150 mil libras.
Mais tarde, a prostituta lhe pediu novos empréstimos, além de que servisse de intermediário entre ela e os joalheiros Boehmer e Bossange na compra de um colar de diamantes no valor de 1,5 milhão de libras, o qual ela desejava ter, mas em segredo, para não alarmar o rei. Os joalheiros também foram contactados com um pedido para que entregassem o colar a Jeanne para que esta o transmitisse à rainha. Rohan aceitou servir de intermediário na transação, chegando o colar às mãos da condessa de La Motte, que o vendeu em Londres com o auxílio do seu marido. Quando a fatura dos joalheiros chegou ao palácio real, tudo foi descoberto, e o rei Luís XVI mandou prender o cardeal Rohan, Cagliostro, a condessa e seus cúmplices, num total de quinze pessoas.

## Processo criminal e consequências legais

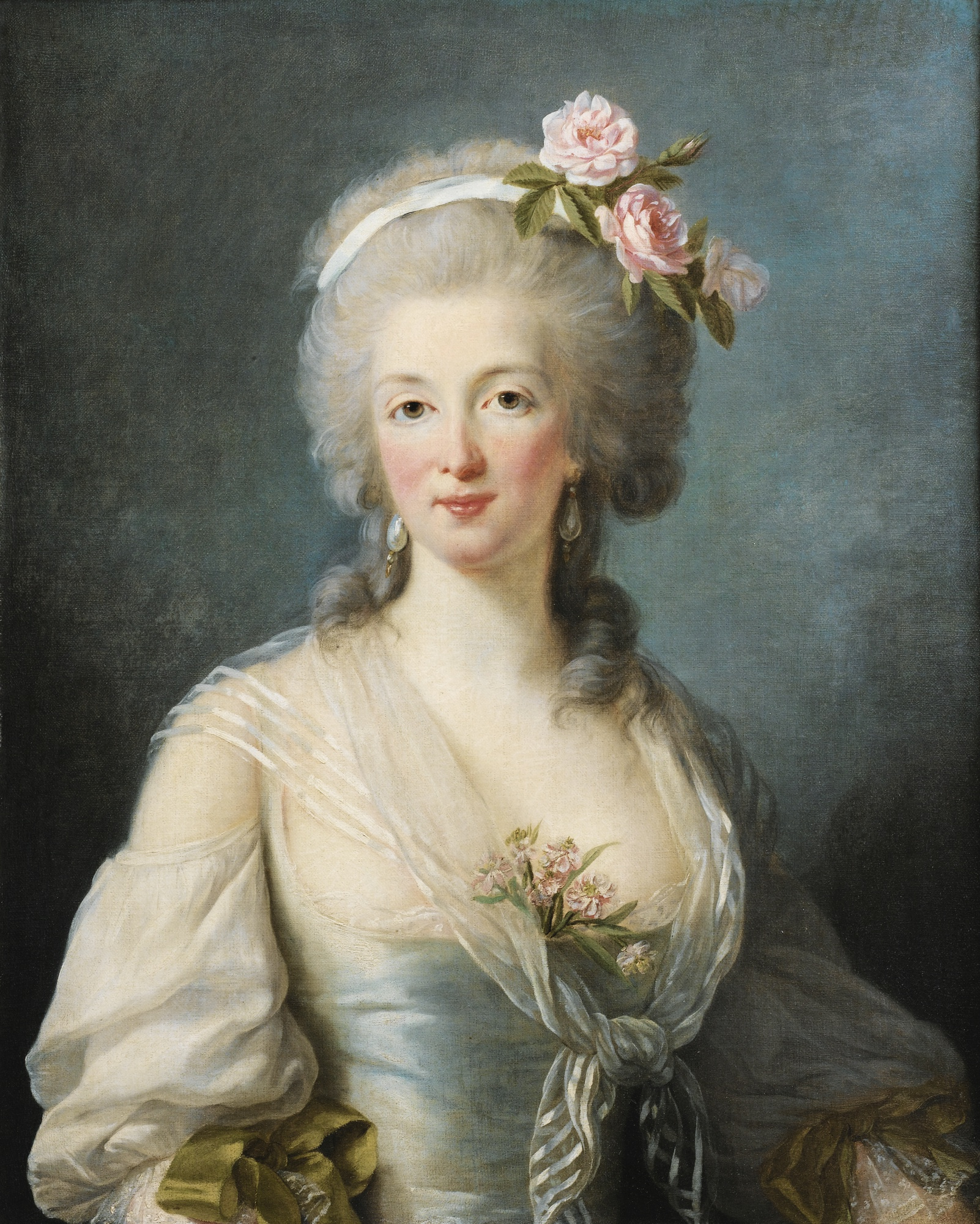
A Condessa de La Motte

O rei e a rainha exigiram um processo público. Para explicar esta decisão, considerada insana pelos historiadores do passado, já que o casal real não estava diretamente implicado, o historiador Claude Manceron sugere que se tratava de pôr fim a rumores fazendo de Jeanne amante da rainha. Com efeito, como o cardeal, que conhecia muito bem a corte e não podia deixar de notar que a rainha ignorava Jeanne de la Motte em público, pôde acreditar que Maria Antonieta havia encarregado a condessa de negociar a compra do colar? Era bem possível que ele tivesse sido persuadido de que elas teriam um relacionamento homossexual em segredo, e teria sido espalhando este rumor que Jeanne teria persuadido as vítimas desta fraude. O grande intervalo ocorrido antes da consumação do casamento real já havia vazado e tornava aos olhos de muitos esta hipótese crível.
A instrução do processo foi longa e escandalosa. Os inimigos da rainha na corte aproveitaram para humilhá-la. O cardeal de Rohan pertencia a uma família cuja influência só ficava atrás da dos Bourbon, com rendas que ascendiam a um milhão e duzentos mil libras - o orçamento de um pequeno país. A própria Sorbonne tomou posição pelo seu Prior e o cardeal Rohan acabou sendo libertado (bem como Nicole d'Oliva); considerou-se que, quando muito, teria sido ingênuo. Por consequência, o rei Luís XVI o enviou rapidamente para o exílio. Rétaux de Villette foi declarado culpado por falsificação e exilado, bem como Cagliostro. A Condessa de la Motte foi declarada culpada e condenada a ser chicoteada e marcada a ferro em brasa com um "V" de "Voleur" ("Ladrão"). No entanto, no momento da aplicação da pena, a condessa foi tão precipitada que o carrasco lhe aplicou o ferro no peito, provocando assim a compaixão pública. Ela foi condenada à prisão perpétua no "La Salpêtrière" de onde fugiu logo a seguir. O seu marido, Antoine-Nicolas de la Motte, cúmplice na venda dos diamantes em Londres, foi condenado às galés à revelia, já que havia fugido para Londres.

## Repercussão
Em todo o lado, as injúrias fervilharam contra a rainha, com muitos panfletos e algumas rebeliões. Enquanto o caso correu os seus trâmites, o governo paralisou, precisamente quando o Estado francês se debatia com uma grave crise financeira. Sem capacidade para superar os obstáculos, as intrigas no Parlamento fervilharam a compasso com as da rua. Caminhava-se já, como pretendia o Clube dos Trinta, em busca da arbitragem dos Estados Gerais na resolução do problema financeiro do Estado francês.

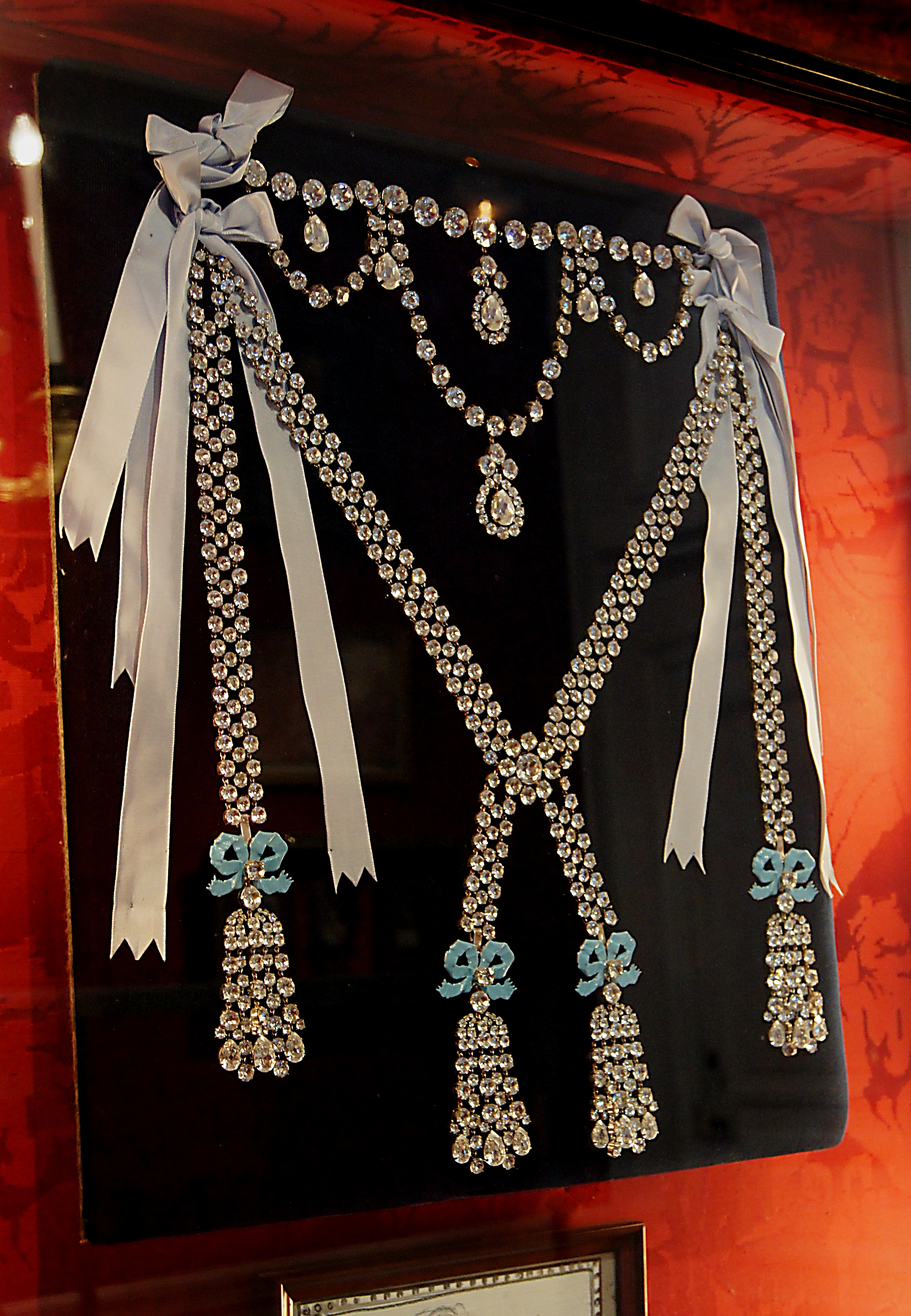
Le Collier de la Reine, reconstitution, Château de Breteuil, France

## Destino das principais personagens do caso
O cardeal sobreviveu à Revolução e viveu o resto de sua vida no exílio. Rétaux de la Villette terminou igualmente sua vida no exílio na Itália. Nicole d'Oliva voltou para o anonimato e morreu em 1789, aos 28 anos. Cagliostro foi preso durante a Inquisição Italiana e morreu na prisão da Fortaleza na cidade de San Leo. Nicolas de la Motte voltou a Paris após a Revolução. A Condessa Jeanne de la Motte morreu em Londres após uma queda da janela de seu quarto. Certas pessoas acreditam que ela foi assassinada por realistas, mas provavelmente, ela tentava fugir de seus credores. Maria Antonieta, por decorrência da Revolução Francesa, foi levada à guilhotina em 1793, assim como seu marido, o rei.